# Göran Sändare
Lars Göran Sändare, född Johansson 26 september 1943, är en svensk lärare, reseledare och lokalhistoriker. 
Göran Sändare utbildade sig till radiotelegrafist och arbetade på trampfartyg tillhörande Broströms rederier 1964–1965. Han läste därefter 1965–1969 statsvetenskap och psykologi på Göteborgs universitet och avlade filosofisk ämbetsexamen. Mellan 1978 och 2004 var han lärare på Nösnäsgymnasiet i Stenungsund.
Göran Sändare har skrivit lokalhistoriska böcker och böcker med berättelser om sjöfart. Han har tidigare bland annat varit radiotelegrafist i handelsflottan. Han är också skribent i tidskriften Länspumpen.
Han har även intresserat sig för släktforskning, vilket bidragit till boken Från Orust till Fiji: en släkthistoria (2020). Bokens tillkomst började med att en släkting till Sändares fru träffade en australiensisk kvinna med svenskt påbrå som ville veta mera om sitt ursprung. Genom efterforskningar växte berättelsen fram om Niklas Hedström från Hede på Orust som emigrerade 1853 till Australien, och så småningom blev plantageägare på Fiji och chef i landets flotta.